# Поминальная молитва (спектакль)
«Поминальная молитва» — спектакль театра «Ленком» по одноимённой пьесе Григория Горина (написанной по мотивам цикла рассказов «Тевье-молочник» Шолом-Алейхема). Спектакль поставлен Марком Захаровым в 1989 году; в 1993 году была создана телевизионная версия спектакля.

## Краткое содержание
Действие происходит в бедном местечке Анатовке начала XX века, в период усилившихся антисемитских настроений и массовых еврейских погромов.
Бедный молочник Тевье цитирует Священное Писание и пытается устроить судьбу своих пяти дочерей с помощью удачного замужества. Услуги традиционной свахи не срабатывают — дочери самостоятельно принимают решение относительно своего будущего — старшая, отказавшись от «выгодной» партии с богатым мясником, выходит за бедного портного по имени Мотл; средняя — за киевского студента-революционера Перчика; а младшая, следуя за любовью к русскому писарю Фёдору, предав веру своего отца, — за православного.
Тевье не может простить младшей дочери вероотступничества и по всем канонам иудаизма намеревается отслужить заупокойную службу. Но неожиданно издаётся царский указ, по которому все евреи должны покинуть губернию. Перед лицом испытаний Тевье прощает дочь и со своей семьёй и с другими анатовскими евреями собирают свои пожитки, чтобы начинать свою жизнь заново на новом месте.

## Действующие лица и исполнители
- Тевье, молочник — Евгений Леонов / Владимир Стеклов
- Голда, его жена — Любовь Матюшина
- Их дочери:
  - Цейтл — Елена Шанина
  - Годл — Людмила Артемьева
  - Хава — Александра Захарова / Елена Степанова
  - Бейлке — Анастасия Семашко / Вера Квливидзе
  - Шпринце — Влада Мурашова
- Менахем-Мендл, родственник Тевье — Александр Абдулов / Виктор Раков
- Берта, его мать — Татьяна Пельтцер / Маргарита Лифанова / Елена Фадеева / Вера Орлова
- Лейзер-Волф, мясник — Всеволод Ларионов
- Степан, плотник — Борис Чунаев
- Мотл, портной — Александр Сирин
- Перчик, студент — Иван Агапов
- Федя, писарь — Андрей Леонов
- Ребе, раввин — Владимир Корецкий
- Священник — Юрий Колычёв / Борис Никифоров
- Урядник — Сергей Степанченко
- Войцех, трактирщик — Борис Беккер / Александр Карнаушкин
- Трактирщица — Александра Дорохина
- Нохум — Леонид Громов / Сергей Чонишвили
- Барышня из города — Татьяна Захава
- Музыкант — Сергей Рудницкий
- Мальчик-скрипач — Лёня Горелик
- Девочка — Оля Рябинкина
- Женский вокализ — Ирина Мусаэлян
- Танец с платками — Леонид Громов

## Создатели спектакля
- Постановка Марка Захарова
- Сценография Олега Шейнциса
- Режиссёр Юрий Махаев
- Костюмы Валентины Комоловой, Елены Пиотровской
- Музыка Михаила Глуза
- Хореография Светланы Воскресенской
- Художник по свету Михаил Бабенко
- Технический директор Александр Иванов

### Создатели телеверсии
- Режиссёр: Виктор Безега
- Операторы-постановщики: Михаил Игнатов, Эдуард Котовский
- Операторы: Алексей Смирнов, Александр Исаченков, Евгений Виноградов, Герман Переведенцев

## История спектакля
«Поминальная молитва» — четвёртая из шести пьес, созданных Григорием Гориным на основе классической прозы. Создавалась специально для постановки в московском театре им. Ленинского комсомола и была завершена в 1989 году.
Евгений Леонов приступил к репетиции спектакля, ставшего для него последним, спустя четыре месяца после того, как в июле 1988 года, находясь на гастролях в Гамбурге (Германия), перенес тяжёлый инфаркт и последовавшую за ним операцию на сердце. Работая над ролью, Леонов умышленно отошёл от «еврейских шаблонов», интонаций, предлагая на суд зрителя «человека, которого раздолбала жизнь, распяла, уничтожила».
На ряд ролей были утверждены по несколько актёров. Так, роль молочника Тевье кроме Евгения Леонова играл Владимир Стеклов, пришедший в театр в 1989 году. Попеременно с Александром Абдуловым роль Менахема-Мендла играл Виктор Раков. Небольшую роль Берты, старушки-матери Менахема-Мендла, специально практически бессловесно написанную для 85-летней Татьяны Пельтцер, играли и другие легенды театра — Вера Орлова, Елена Фадеева (в телеверсии). Однако появление правки в горинском тексте связано именно с Пельтцер, которая вместо реплики «Редкое имя» при упоминании имени плотника Степана произнесла «Редкая фамилия!». Эффект от замены был настолько силён, что фраза прочно вошла в спектакль.
Спектакль очень хорошо был встречен и зрителями, и критикой. Роль Тевье-молочника называли одной из лучших театральных ролей Евгения Леонова. Критика отмечала также Александра Абдулова (Менахем-Мендл) — выразительный и образный персонаж. Среди других участников спектакля зрители и критика отмечали: Елену Шанину (Цейтл); Александру Захарову (Хава); Александра Сирина (Мотл) и Татьяну Пельтцер (Берта).
В 1993 году была снята телеверсия спектакля (творческое объединение «Артель» по заказу телеканала «РТР», режиссёр телеверсии — Виктор Безега).
«Поминальная молитва», запланированная к показу 29 января 1994 года не состоялась — в этот день скончался Евгений Леонов. Возвратов по билетам не было — зрители молча стояли со свечами перед дверями театра. Спектакль был снят с репертуара и возвращён только в 2021 году.
Постановку 2021 года осуществил Александр Лазарев-младший в точном соответствии с первоначальным вариантом Марка Захарова. В спектакле задействовано несколько актёров, игравших в нём роли в 1989—1993 годах: Сергей Степанченко и Андрей Леонов — Тевье, Иван Агапов — Менахем-Мендл, Александр Сирин — Лейзер-мясник. Роль Цейтл играет дочь Елены Шаниной — Татьяна Збруева.